# Вајсејлија (Калифорнија)
Вајсејлија (енгл. Visalia) град је у америчкој савезној држави Калифорнија. По попису становништва из 2010. у њему је живело 124.442 становника.

## Демографија
Према попису становништва из 2010. у граду је живело 124.442 становника, што је 32.877 (35,9%) становника више него 2000. године.
|                   | 2010.            | 2000.           |
| Укупно            | 124 442 (100,0%) | 91 565 (100,0%) |
| Хиспаноамериканци | 57 262 (46,02%)  | 32 619 (35,62%) |
| Белци             | 55 081 (44,26%)  | 50 269 (54,90%) |
| Азијати           | 6 768 (5,439%)   | 4 683 (5,114%)  |
| Остали            | 2 704 (2,173%)   | 2 240 (2,446%)  |
| Афроамериканци    | 2 627 (2,111%)   | 1 754 (1,916%)  |

## Партнерски градови
- Мики
- Путињано